# Гырляну, Эмиль

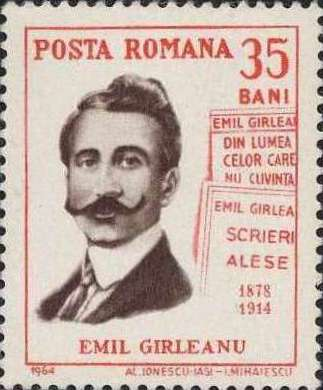
Эмиль Гырляну на почтовой марке Румынии, 1964

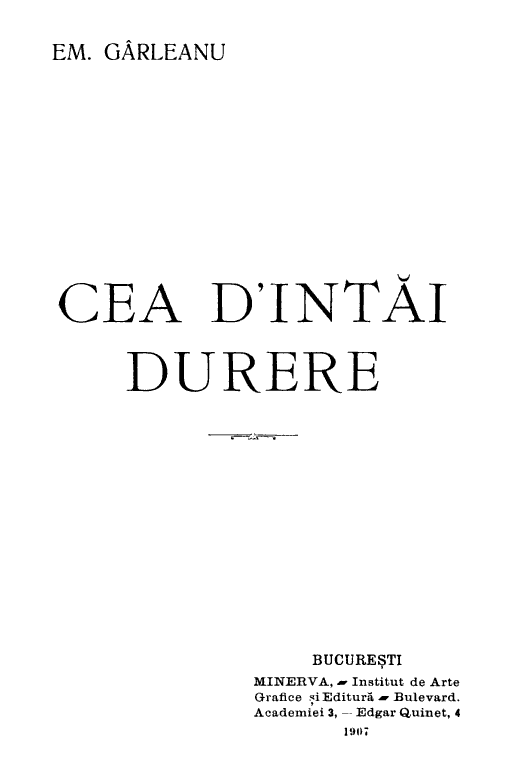
Титульная страница книги Гырляну Cea dintâi durere, 1907

Эмиль Гырляну (рум. Emil Gârleanu; 5 января 1878, Яссы — 2 июля 1914, Кымпулунг, Королевство Румыния) — румынский писатель
, журналист, сценарист, драматург, режиссёр, редактор.

## Биография
Родился в семье полковника румынской армии. Решил продолжить семейную традицию и после окончания школы, поступил в офицерское военное училище, где познакомился с будущим писателем Эудженом Батезом. Служил в чине лейтенанта. Занимался журналистикой, в результате в 1906 году был уволен со службы, поскольку в то время это было запрещенным занятием для военнослужащих.
С 1904 по 1906 год редактировал созданный журнал Sămănătorul.
В 1908 году вместе с Димитрие Ангелом и Штефаном Октавианом Иосифом был в числе основателей Общества писателей Румынии (Societatea Scriitorilor Români), президентом которого он был в 1911—1912 годах. Сотрудничал с несколькими журналами, в том числе Moftul român, Evenimentul, Sămănătorul, Luceafărul, Făt Frumos, Convorbiri literare , Flacara, Albina, Neamul românesc и др.
С 1911 года до своей смерти в 1914 году руководил Национальным театром в Крайова.
Похоронен на кладбище Беллу в Бухаресте.

## Творчество
Дебютировал в 1900 году, опубликовав свои первые произведения в журнале Arhiva, прозу Dragul mamei и лирическую поэму «Iubitei».

## Избранные работы
Проза и драматургия
- 1905 : Bătrânii (aînés)
- 1910 : Din lumea celor care nu cuvântă
- 1910 : Nucul lui Odobac
- 1907 : Cea dintâi durere
- 1907 : Odată!
- 1908 : Într-o zi de mai
- 1908 : 1877, Schițe din război
- 1909 : Punga
- 1910 : Trei vedenii
- 1910 : Amintiri și schițe

Режиссёр
- 1913 : Cetatea Neamțului

Сценарист
- 1913 : Cetatea Neamțului
- 1914 : Dragoste la mănăstire